# Liste des sénateurs du Puy-de-Dôme

## IIIe République
- Jacques Mège de 1876 à 1878
- Prosper-Claude de Barante de 1876 à 1882
- Mathieu Salneuve de 1876 à 1889
- Jean-Baptiste Guyot-Lavaline de 1879 à 1900
- Robert Goutay de 1882 à 1889
- François Girot-Pouzol de 1885 à 1891
- Gilbert Le Guay de 1889 à 1891
- Gilbert Gaillard de 1889 à 1898
- Charles Barrière de 1891 à 1909
- Hippolyte Gomot de 1891 à 1927
- Jean Chantagrel de 1898 à 1907
- Victor Bataille de 1900 à 1908
- Antoine Bony-Cisternes de 1907 à 1927
- Léon Chambige de 1909 à 1914
- Pierre-Jean Sabaterie de 1909 à 1930
- Étienne Clémentel de 1920 à 1936
- Louis Darteyre de 1927 à 1932
- Baptiste Marrou de 1927 à 1936
- Eugène Chassaing de 1930 à 1940
- Paul Malsang de 1933 à 1937
- Eugène Roy de 1936 à 1938
- Pierre Laval de 1936 à 1940
- François Albert-Buisson de 1937 à 1940
- Jacques Bardoux de 1938 à 1940

## Scrutin de 1946
- Francis Dassaud (SCFIO)
- Edmond Pialoux (MRP)

## Scrutin de 1948
- Francis Dassaud (SCFIO)
- Roger Fournier (SFIO)
- Jean Reynouard (RGR)

## Scrutin de 1952
- Michel Champleboux (SCFIO)
- Francis Dassaud (SCFIO)
- Gabriel Montpied (SCFIO)

## Scrutin de 1959
- Francis Dassaud (SFIO)
- Gabriel Montpied (SFIO)
- Michel Champleboux (SFIO)[1]

## Scrutin de 1965
- Abel Gauthier (SFIO)
- Gabriel Montpied (SFIO)
- Michel Champleboux (SFIO) jusqu'à son décès le 8 mars 1967. Il est suppléé par André Barroux (DVG) [2]

## Scrutin de 1974
- Roger Quilliot (PS) démissionnaire le 23 juillet 1981, pour cause de nomination au gouvernement. Il se succède à lui-même le 27 septembre 1981, mais démissionne le jour même pour laisser sa place le lendemain à Michel Charasse
- Gilbert Belin (PS)
- André Barroux (PS)[3]

## Scrutin du 25 septembre 1983
- Michel Charasse (PS) (mandat interrompu le 27 juillet 1988, pour cause de nomination au gouvernement), remplacé par Gilbert Belin
- Marcel Bony (PS)
- Roger Quilliot (PS) démissionnaire le 2 avril 1986 car élu député. Il se succède à lui-même lors d'une élections partielle le 28 septembre 1986[4]

## Scrutin du 27 septembre 1992
1992-1998 :
| Parti | Nom | Nom             | Groupe Politique | Commentaires |
| ----- | --- | --------------- | ---------------- | --- |
| PS    |     | Marcel Bony     | SOC              | |
| PS    |     | Michel Charasse | SOC              | |
| PS    |     | Roger Quilliot  | SOC              | démissionnaire le 14 juillet 1998, remplacé lors d'une élection partielle par Serge Godard le 27 septembre 1998 |

1998-2001 :
| Parti | Nom | Nom             | Groupe Politique | Commentaires                                          |
| ----- | --- | --------------- | ---------------- | ----------------------------------------------------- |
| PS    |     | Marcel Bony     | SOC              |                                                       |
| PS    |     | Michel Charasse | SOC              |                                                       |
| PS    |     | Serge Godard    | SOC              | Serge Godard remplace Roger Quilliot, démissionnaire. |

## Scrutin du 23 septembre 2001
2001-2010 :
| Parti        | Nom | Nom                | Groupe Politique | Commentaires |
| ------------ | --- | ------------------ | ---------------- | --- |
| PS           |     | Michèle André      | SOC              | |
| PS puis DVG  |     | Michel Charasse    | SOC puis RDSE    | D'abord encarté au PS, Michel Charasse s'est fait exclure du PS en 2008 à cause de son soutien au candidat PS dissident aux départementales du Puy-de-Dôme, Jean-Yves Gouttebel. nommé au début de l'année 2010 au Conseil constitutionnel, il est remplacé par le troisième de la liste PS lors des élections sénatoriales de 2001, Serge Godard |
| UDF puis DVD |     | Jean-Marc Juilhard | RI puis UMP      | |

2010-2011 :
| Parti | Nom | Nom                | Groupe Politique | Commentaires |
| ----- | --- | ------------------ | ---------------- | --- |
| PS    |     | Michèle André      | SOC              | |
| PS    |     | Serge Godard       | SOC              | troisième de la liste PS lors des élections sénatoriales de 2001, il remplace Michel Charasse, nommé au Conseil Constitutionnel. |
| DVD   |     | Jean-Marc Juilhard | UMP              | |

## Scrutin du 25 septembre 2011
| Parti | Nom | Nom                    | Groupe Politique |
| ----- | --- | ---------------------- | ---------------- |
| PS    |     | Michèle André          | SOC              |
| PS    |     | Alain Néri             | SOC              |
| PS    |     | Jacques-Bernard Magner | SOC              |

## Scrutin du 24 septembre 2017
| Parti    | Nom | Nom                    | Groupe Politique |
| -------- | --- | ---------------------- | ---------------- |
| LR       |     | Jean-Marc Boyer        | LR               |
| MRSL-TdP |     | Éric Gold              | RDSE             |
| PS       |     | Jacques-Bernard Magner | SOCR             |

## Scrutin du 24 septembre 2023
| Parti    | Nom | Nom             | Groupe Politique |
| -------- | --- | --------------- | ---------------- |
| LR       |     | Jean-Marc Boyer | LR               |
| PS       |     | Marion Canalès  | SER              |
| MRSL-TdP |     | Éric Gold       | RDSE             |